# Star Trek: Armada II
A Star Trek: Armada II 3D-s stratégiai játék, mely a Star Trek világában játszódik. A játék Microsoft Windows XP-n és Windows Vistán futtatható.

## Cselekmény
A történet az Enterprise-ról szól, és azon belül annak a Borggal szembeni küldetéseiről. Ezen kívül még három faj kampányát lehet végigjátszani: a klingonokét, a romulánokét és a borgokét. A játékot egy skirmish móddal is ellátták, amiben pár tucatnyi pályából és hat fajból lehet választani: ember, klingon, romulán, borg, kardassziaiak és a 8472-es, mellékszereplőként a ferengik is előfordulnak benne. Elég nagy a választék hajótípusok terén is. Minden fajnak azonos szinten nagyjából egyforma erős hajóik vannak.Kivéve a Borg taktikai fúzióskockát amely 8 darabból áll össze és szinte legyőzhetetlen. 3-4 ilyennel az egész játéktér uralható.
A CD-n még található egy elrejtett pályaszerkesztő is, ami trükkökkel és számítástechnikai beállítottsággal, egy kis angol tudással el is lehet indítani.
A játék interneten is játszható, de kell hozzá valamilyen szerverkereső kliens.